# Актън
Актън (на английски: Acton) e квартал в западната част на Лондон, влизащ в състава на административния район Илинг.
Първите сведения за Актън са от 11 век. Той представлява село с няколко хана на пътя от Лондон за Оксфорд. В края на 17 век близо до него са открити няколко минерални извора, които за известно време се използват за лечебни цели. По-късно Актън става известен със своите перални. В края на 19 век в южната част на Актън има около 170 перални, обслужващи хотелите и богатите жилищни райони в Уест Енд, заради което селището е наричано „острова на сапунената пяна“ („soapsuds island“).
Днес Актън е предимно жилищен квартал. След Втората световна война там се установява малка, но активна група полски имигранти. В малък район са концентрирани няколко австралийски и южноафрикански заведения, а японското училище в Западен Актън привлича хора от японската общност. Други важни имигрантски групи са иракчаните и сомалийците.
|  | Тази страница частично или изцяло представлява превод на страницата Acton, London в Уикипедия на английски. Оригиналният текст, както и този превод, са защитени от Лиценза „Криейтив Комънс – Признание – Споделяне на споделеното“, а за съдържание, създадено преди юни 2009 година – от Лиценза за свободна документация на ГНУ. Прегледайте историята на редакциите на оригиналната страница, както и на преводната страница, за да видите списъка на съавторите. ВАЖНО: Този шаблон се отнася единствено до авторските права върху съдържанието на статията. Добавянето му не отменя изискването да се посочват конкретни източници на твърденията, които да бъдат благонадеждни. |